# Austrohormius maculipennis
Austrohormius maculipennis är en stekelart som beskrevs av Sergey A. Belokobylskij 1989. Austrohormius maculipennis ingår i släktet Austrohormius och familjen bracksteklar. Inga underarter finns listade.